# Conti di Edessa

Contea di Edessa nel 1135.

Questa voce elenca i Conti di Edessa che governarono la contea omonima:

## Conti di Edessa

### Governatorato armeno (1094-1098)
| Nome             | Ritratto | Data di nascita | Regno                                   | Regno        | Matrimoni                    | Note                                                                                                |
| Nome             | Ritratto | Data di nascita | Inizio                                  | Fine         | Matrimoni                    | Note                                                                                                |
| ---------------- | -------- | --------------- | --------------------------------------- | ------------ | ---------------------------- | --------------------------------------------------------------------------------------------------- |
| Non dinastico    |          |                 |                                         |              |                              | |
| Thoros o Teodoro |          | ?               | 1094 (nomina turca) 1095 (indipendenza) | 9 marzo 1098 | una moglie 1 figlio adottivo | governatore armeno di Edessa di nomina turca, si ribella ai selgiuchidi assassinato da una sommossa |

### Boulogne (1098-1100)
| Nome                 | Ritratto | Data di nascita | Regno        | Regno                   | Matrimoni                                                                                              | Note |
| Nome                 | Ritratto | Data di nascita | Inizio       | Fine                    | Matrimoni                                                                                              | Note |
| -------------------- | -------- | --------------- | ------------ | ----------------------- | --- | --- |
| Boulogne (1098-1100) |          |                 |              |                         | | |
| Baldovino I          |          | circa 1058      | 9 marzo 1098 | 2 ottobre 1100 (abdica) | 1) Godehilde de Tosny alcuni figli 2) Arda d'Armenia nessun figlio 3) Adelasia del Vasto nessun figlio | figlio adottivo di Thoros, si autoproclama conte di Edessa rinuncia alla contea per assumere il controllo del regno di Gerusalemme |

### Rethel (1100-1119)
| Nome                         | Ritratto | Data di nascita | Regno          | Regno         | Matrimoni                                 | Note |
| Nome                         | Ritratto | Data di nascita | Inizio         | Fine          | Matrimoni                                 | Note |
| ---------------------------- | -------- | --------------- | -------------- | ------------- | ----------------------------------------- | --- |
| Rethel (1100-1119)           |          |                 |                |               |                                           | |
| Baldovino II                 |          | ?               | 2 ottobre 1100 | 1119 (abdica) | Morfia di Melitene 4 figlie               | cugino di Baldovino I, da lui nominato nuovo conte rinuncia alla contea per assumere il controllo del regno di Gerusalemme                          |
| Tancredi di Galilea Reggente |          | circa 1072      | 1104           | 1108          | Cecilia di Francia nessun figlio          | reggente per Baldovino II dopo la sua cattura alla battaglia di Harran dopo una breve guerra civile con lo stesso Baldovino, rinuncia alla reggenza |
| Riccardo di Salerno Reggente |          | circa 1060      | 1104           | 1108          | Altrude di Conversano 1 figlio e 1 figlia | co-reggente nominato da Tancredi |

### Courtneay (1119-1150)
| Nome                  | Ritratto | Data di nascita | Regno  | Regno          | Matrimoni                             | Note |
| Nome                  | Ritratto | Data di nascita | Inizio | Fine           | Matrimoni                             | Note |
| --------------------- | -------- | --------------- | ------ | -------------- | ------------------------------------- | --- |
| Courtenay (1119-1150) |          |                 |        |                |                                       | |
| Joscelin I            |          | ?               | 1119   | 1131           | Beatrice d'Armenia 1 figlio           | cugino di Baldovino II, da lui nominato nuovo conte                                                                             |
| Joscelin II           |          | ?               | 1131   | 1150 (deposto) | Beatrice di Saone 1 figlio e 2 figlie | figlio di Joscelin I caduta e fine della contea tra il 1144 e il 1150, Joscelin II cade prigioniero dei turchi e muore nel 1159 |

## Conti titolari di Edessa
1150-1159: Joscelin II di Courtenay, morto prigioniero dei Turchi
1159-1200: Joscelin III di Courtenay, figlio del precedente
Il re Pietro I di Cipro nel 1365 rileva il titolo di Conte di Edessa (Conte di Rochas, Rohas, Ruchas oppure Roucha, secondo la terminologia allora in uso presso i crisitiani di Terra santa e di Cipro) a favore di un membro della nobiltà cipriota.

## Genealogia
```
Guido I di Montlhery
 (c.
1015
 † 
1095
), signore di Rochefort en Yvelines
X 
Hodierne de Gometz
 (c.
1020
 † 
1074
)
│
├──> Melisenda
│    x 
Ugo I di Rethel
 († 
1118
)
│    │
│    └──> 
Baldovino II di Le Bourg
, conte di Edessa 
│         x 
Morfia di Melitene

│
├──> Alice (v.
1040
 + 
1097
)
│    x 
Ugo I du Puiset
 (c.
1053
 † 
1099
)
│    │
│    ├──> 
Galéran di Puiset
, governatore di Edessa 
│    │
│    └──> 
Ugo II du Puiset-Giaffa
, 
conte di Giaffa

│
└──> Elisabetta (o Isabella)
     x Joscelin di Courtenay (n. 
1034
)
     │
     └──> 
Joscelin I di Courtenay
, conte di Edessa  († 
1131
)
          x1) 
Beatrice
, figlia di 
Costantino I
, 
principe d'Armenia

          x2) Maria di Salerno, sorella di 
Ruggero di Salerno
, 
reggente di Antiochia

          │
          └─1> 
Joscelin II di Courtenay
, conte di Edessa  († 
1159
)
               x Beatrice
               │
               ├──> 
Joscelin III di Courtenay
, conte titolare di Edessa († 
1200
)
               │
               └──> 
Agnese di Courtenay

                    x 
Amalrico I
 
re di Gerusalemme
```